# Ranst (Belgia)
Ranst – miejscowość i gmina (gemeente) w Belgii, w Regionie Flamandzkim, w prowincji Antwerpia, w okręgu Antwerpia. 1 stycznia 2024 roku zamieszkana przez 19 776 osoby.

## Demografia
Liczba mieszkańców, stan na 1 stycznia:
| Rok                | 1900  | 1930  | 1970   | 1990   | 2020   | 2024   |
| ------------------ | ----- | ----- | ------ | ------ | ------ | ------ |
| Liczba mieszkańców | 6.239 | 8.499 | 12.515 | 15.874 | 19.187 | 19.776 |

## Podział administracyjny
W skład gminy wchodzą trzy dzielnice (deelgemeente):
- Broechem
- Emblem
- Oelegem (Oeleghem)

## Współpraca
Miejscowość partnerska:
- Herbstein, Niemcy